# William H. B. Hoare
Ne doit pas être confondu avec William Hoare.
William Henry Beer Hoare souvent abrégé William H. B. Hoare, né le 28 juin 1890 à Ottawa et mort le 15 août 1948 à Wakefield, est un explorateur canadien.

## Biographie
Il est connu pour ses recherches biologiques et ethnographiques menées au Yukon de 1924 à 1928,. 

## Publication
- 1930 : Conserving Canada's Musk-oxen, Being an Account of an Investigation of Thelon Game Sanctuary 1928-1929 with a Brief History of the Area and an Outline of Known Facts Regarding the Musk-ox, avec Rudolph Martin Anderson